# (5524) Lecacheux
(5524) Lecacheux es un asteroide perteneciente al cinturón de asteroides descubierto el 15 de septiembre de 1991 por Henry E. Holt desde el Observatorio del Monte Palomar, Estados Unidos.

## Designación y nombre
Designado provisionalmente como 1991 RA30. Fue nombrado Lecacheux en honor a Jean Lecacheux, un científico planetario en el Observatorio de París. Lecacheux es uno de los observadores más asiduos de los objetos del sistema solar. Descubrió el satélite saturniano Helena. En el Observatorio Pic du Midi, desarrolló una estación de observación planetaria con la que realizó una imagen fructífera de Venus, Júpiter, Saturno, los impactos jovianos del cometa D/1993 F2, así como otros cometas y planetas menores.

## Características orbitales
Lecacheux está situado a una distancia media del Sol de 2,365 ua, pudiendo alejarse hasta 2,430 ua y acercarse hasta 2,300 ua. Su excentricidad es 0,027 y la inclinación orbital 7,487 grados. Emplea 1329,22 días en completar una órbita alrededor del Sol.

## Características físicas
La magnitud absoluta de Lecacheux es 12,9. Tiene 19,902 km de diámetro y su albedo se estima en 0,034. 